# Siegfried Flesch

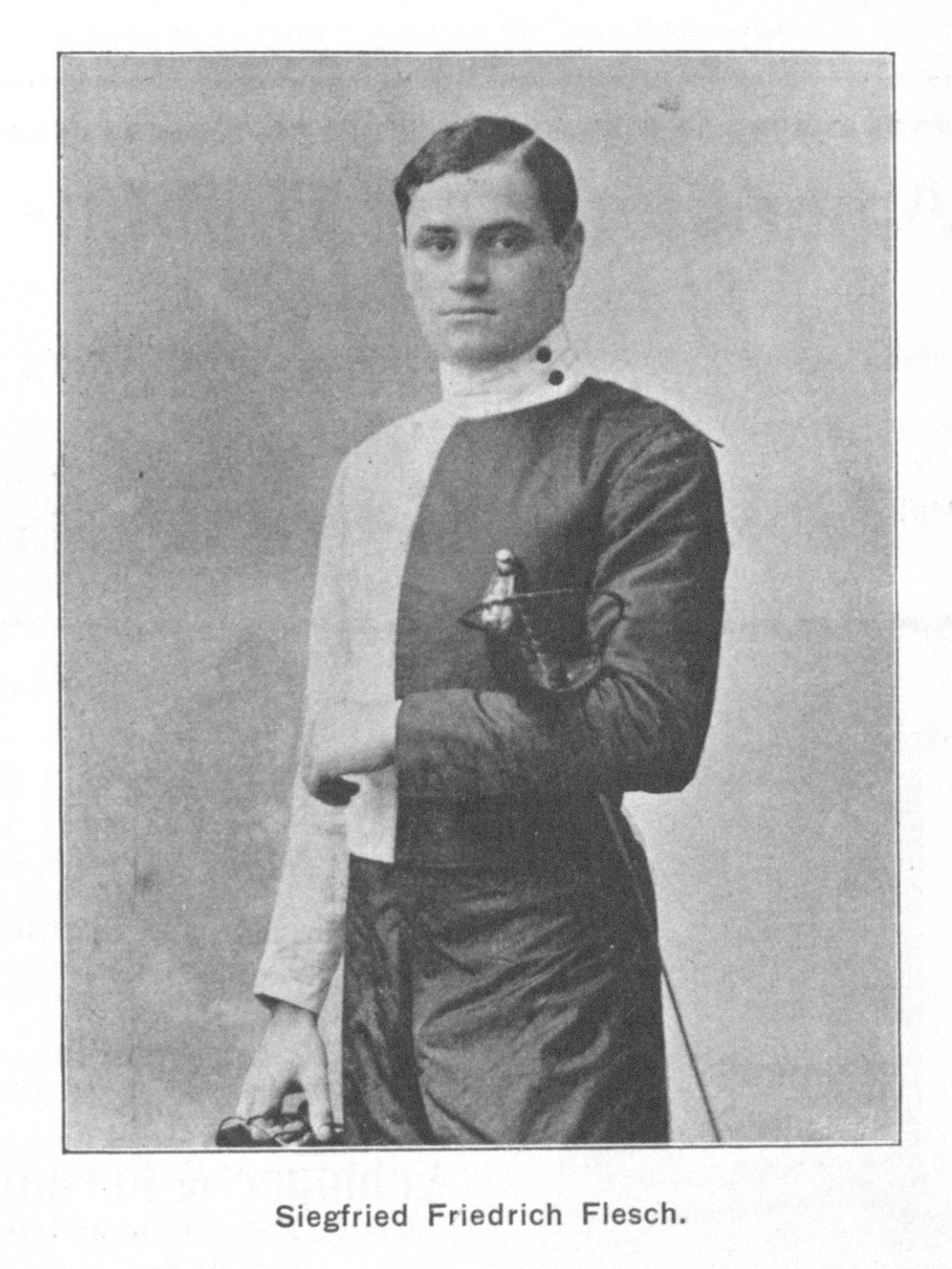
Siegfried Flesch, 1902

Siegfried Friedrich „Fritz“ Flesch (* 11. März 1872 in Brünn, Österreich-Ungarn; † 11. August 1939) war ein österreichischer Fechter.

## Leben
Flesch war Mitglied im Wiener AC. Er vertrat Österreich bei den Olympischen Sommerspielen 1900 in Paris und gewann die Bronzemedaille im Säbel-Einzel. In der Finalrunde landete er hinter Georges de la Falaise und Léon Thiébaut auf Rang drei. Als er 1908 bei den Olympischen Sommerspielen in London nochmals teilnahm, kam er über einen 24. Platz nicht hinaus.